# Église Saint-Pierre de Tuscania
 (février 2025).
Si vous disposez d'ouvrages ou d'articles de référence ou si vous connaissez des sites web de qualité traitant du thème abordé ici, merci de compléter l'article en donnant les références utiles à sa vérifiabilité et en les liant à la section « Notes et références ».
Pour les articles homonymes, voir Église Saint-Pierre.
L'église Saint-Pierre de Tuscania (en italien : Chiesa di San Pietro)  est une église catholique de style roman, située à l'extérieur de la ville de Tuscania, dans la province de Viterbe (Latium), en Italie. Elle date du XIe siècle et se trouve sur une colline qui est probablement le site de l'ancienne acropole étrusque. 
La façade comporte une grande rosace parée de mosaïques, ornée par les symboles des quatre évangélistes et flanquée de bas-reliefs représentant des plantes et des animaux. Elle offre une iconographie complexe de saints et de figures de l'Ancien Testament. La haute abside domine le centre-ville voisin.
L'édifice a servi de lieu de tournage à de nombreux réalisateurs, dont Orson Welles, Pier Paolo Pasolini, Mario Monicelli, Liliana Cavani, Andreï Tarkovski, Franco Zeffirelli, Sergio Corbucci…

## Histoire
Pour l'historien Pietro Toesca, la construction de cette basilique médiévale serait due à des maestri comacini et remonterait au VIIIe siècle, lorsque Tuscania fut donnée par Charlemagne au pape Adrien Ier : Saint-Pierre marquerait le point de passage de l'architecture paléochrétienne au style roman. La date gravée sur le ciborium, 1093, pourrait être celle de la reconstruction du bâtiment. Cette hypothèse se fonde sur plusieurs chapiteaux et fragments de marbre disséminés dans l'église, ainsi que sur une partie de la crypte qui présente un caractère antique. Toutefois, des études plus récentes placent la construction au XIe siècle. 
En tout état de cause, c'est à la fin du XIIe siècle que les deux travées furent reconstruites et que la façade actuelle fut érigée. De nombreuses modifications ont suivi. 
L'église a joué le rôle de cathédrale du diocèse de Tuscania jusqu'en 1573.

## Description

### Façade

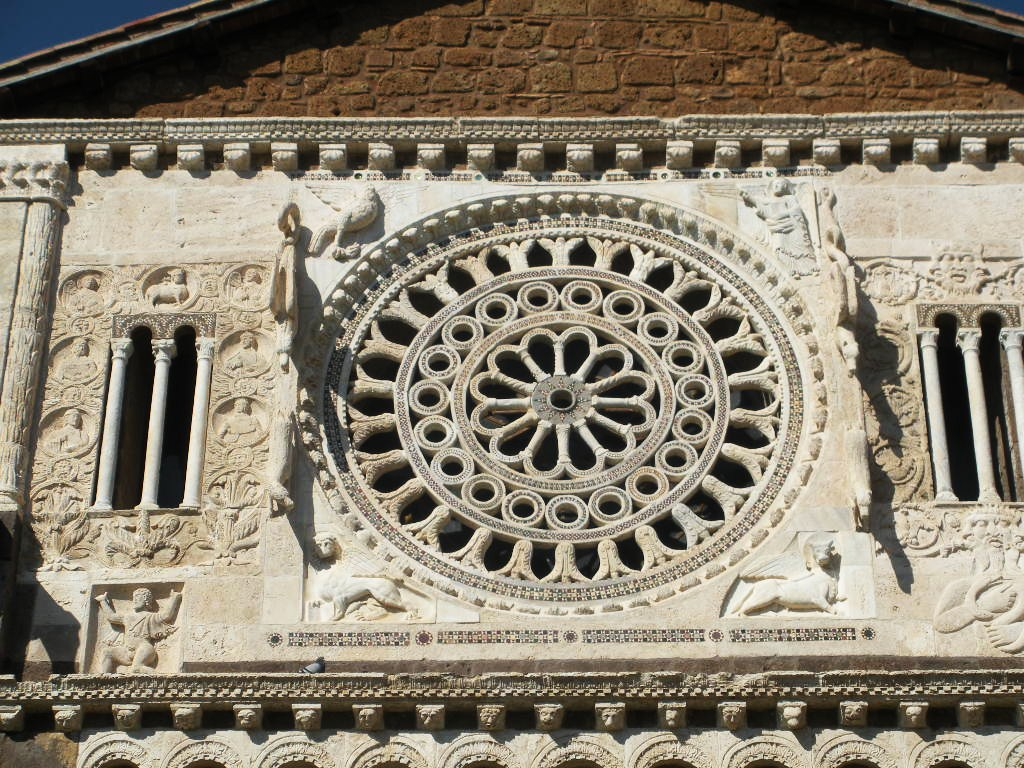
La partie supérieure de la façade.

La façade, en avant du corps central, présente comme éléments principaux le portail, la rosace entourée d'une multitude d'éléments décoratifs et les entrées latérales. Le portail, encastré dans le mur de nenfro, est l'œuvre d'un artisan romain de l'école cosmatesque. Il se caractérise par des colonnes lisses, des chapiteaux et des archivoltes, avec des mosaïques latérales et des bossages ornés de signes du Zodiaque et de travaux saisonniers. 
La rosace se compose de trois cercles concentriques qui renvoient à la Trinité ; aux angles sont sculptés les symboles des quatre évangélistes (aigle, ange, lion et taureau figurant respectivement Jean, Matthieu, Marc et Luc) tandis que sur les côtés deux dragons poursuivent une proie. 
Sur les côtés, la paroi de droite est décorée par des figures fantastiques et démoniaques, celle de gauche par l'Agnus Dei ainsi que par des anges et des Pères de l'Église. Sous la bifora  de gauche, un bas-relief, possible réutilisation d'une sculpture étrusque ou plus probablement romaine, représente un homme qui court ou qui danse.

### Intérieur

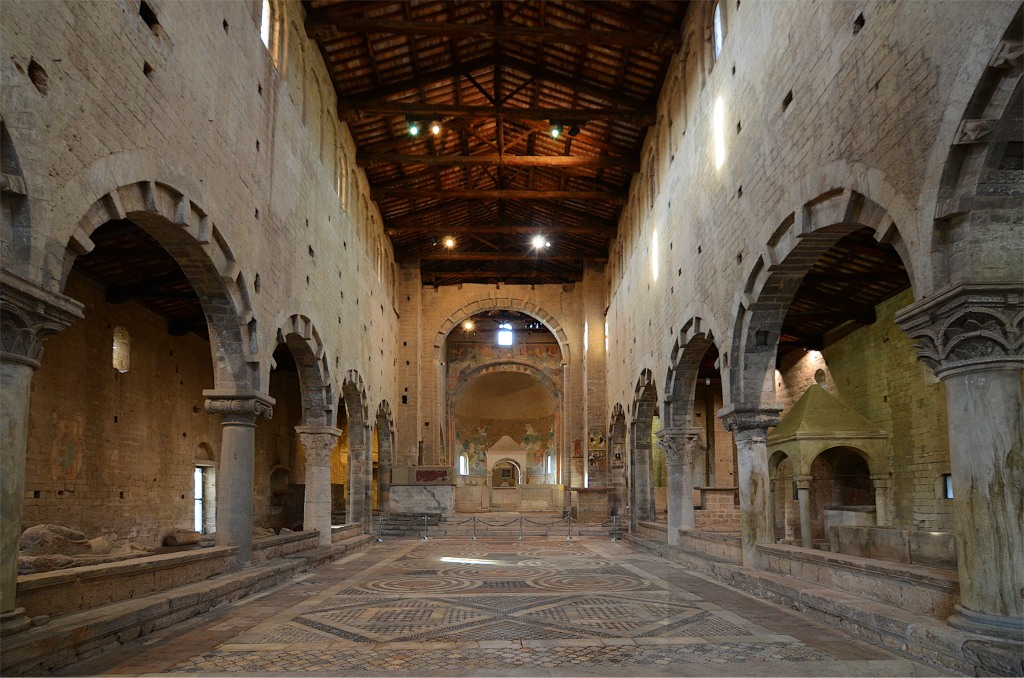
L'intérieur.

L'intérieur de l'église est divisé en trois nefs. La nef centrale, dans laquelle un sol cosmatesque à décor géométrique indique les espaces de la première construction, est séparée des autres par un mur bas dans lequel sont taillés des sièges de pierre. La nef de droite abrite un ciborium du XIIIe siècle et l'entrée principale de la crypte. Dans la nef de gauche, l'entrée secondaire de la crypte est dominée par une fresque et par plusieurs sarcophages étrusques figurés. Dans le chœur surélevé se trouvent un ciborium portant l'inscription « 1093 » et un ambon d'époque romane. Le plafond est constitué d'une charpente de bois.
La plupart des décorations picturales ont été perdues. Entre autres, une fresque d'inspiration byzantine, représentant le Christ pantocrator entouré d'anges et datant de la fin du XIe ou du début du XIIe siècle, qui surplombait la partie absidiale, a été détruite lors du tremblement de terre de 1971. Il n'en demeure que quelques éléments : le Christ bénissant et des anges, des apôtres et des figures symboliques. Dans l'absidiole de droite, est représenté le Christ bénissant entre deux évêques, et dans celle de gauche, le baptême du Christ. Dans la partie supérieure du chancel, il reste quelques vestiges d'un cycle de fresques consacré à la vie de l'apôtre Pierre et dont la datation s'étend de la fin du XIe au début du XIIe siècle.

### Crypte

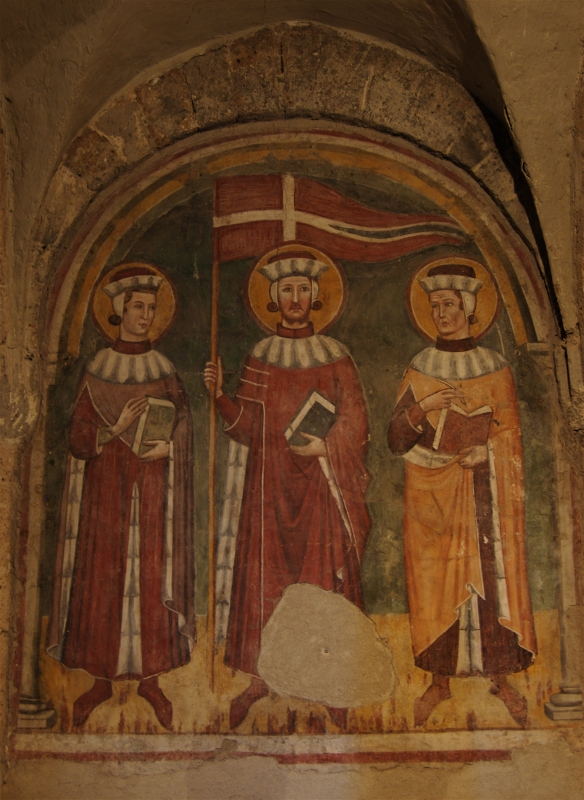
Saints Veriano, Secondiano et Marcelliano, fresque du XIVe siècle.

La crypte est rythmée par vingt-huit colonnes qui proviennent presque toutes d'une réutilisation d'éléments romains ou du haut Moyen Âge. Une partie de la maçonnerie, en opus reticulatum, est également d'origine romaine. L'ensemble remonte au XIIe siècle. La crypte abrite une Vierge en majesté trônant parmi les anges et une fresque du XIVe siècle représentant les trois saints protecteurs de Tuscania : Veriano, Secondiano et Marcelliano.

## Lieu de tournage
En 1966, le réalisateur Mario Monicelli a placé dans l'église une scène de son film L'Armée Brancaleone. L'édifice a tenu lieu de scénographie naturelle pour de nombreux films : on peut citer Othello de et avec Orson Welles (1951), La parole est à l'épée de Sergio Grieco (1958), L'Évangile selon saint Matthieu de Pier Paolo Pasolini (1964), L'homme qui rit de Sergio Corbucci (1966), Des oiseaux, petits et gros de Pier Paolo Pasolini (1966), Roméo et Juliette de Franco Zeffirelli (1968), Brancaleone s'en va-t-aux croisades de Mario Monicelli (1970), Vergine, e di nome Maria de Sergio Nasca (1975), Nostalghia d'Andreï Tarkovski (1983), Francesco de Liliana Cavani (1989), Il giorno, la notte. Poi l'alba (it) de Paolo Bianchini (2007). La scène finale du film Ladyhawke, la femme de la nuit de Richard Donner (1985) met en scène l'église Saint-Pierre, mais il s'agit d'une reconstruction réalisée dans les studios de Cinecittà.

## Galerie

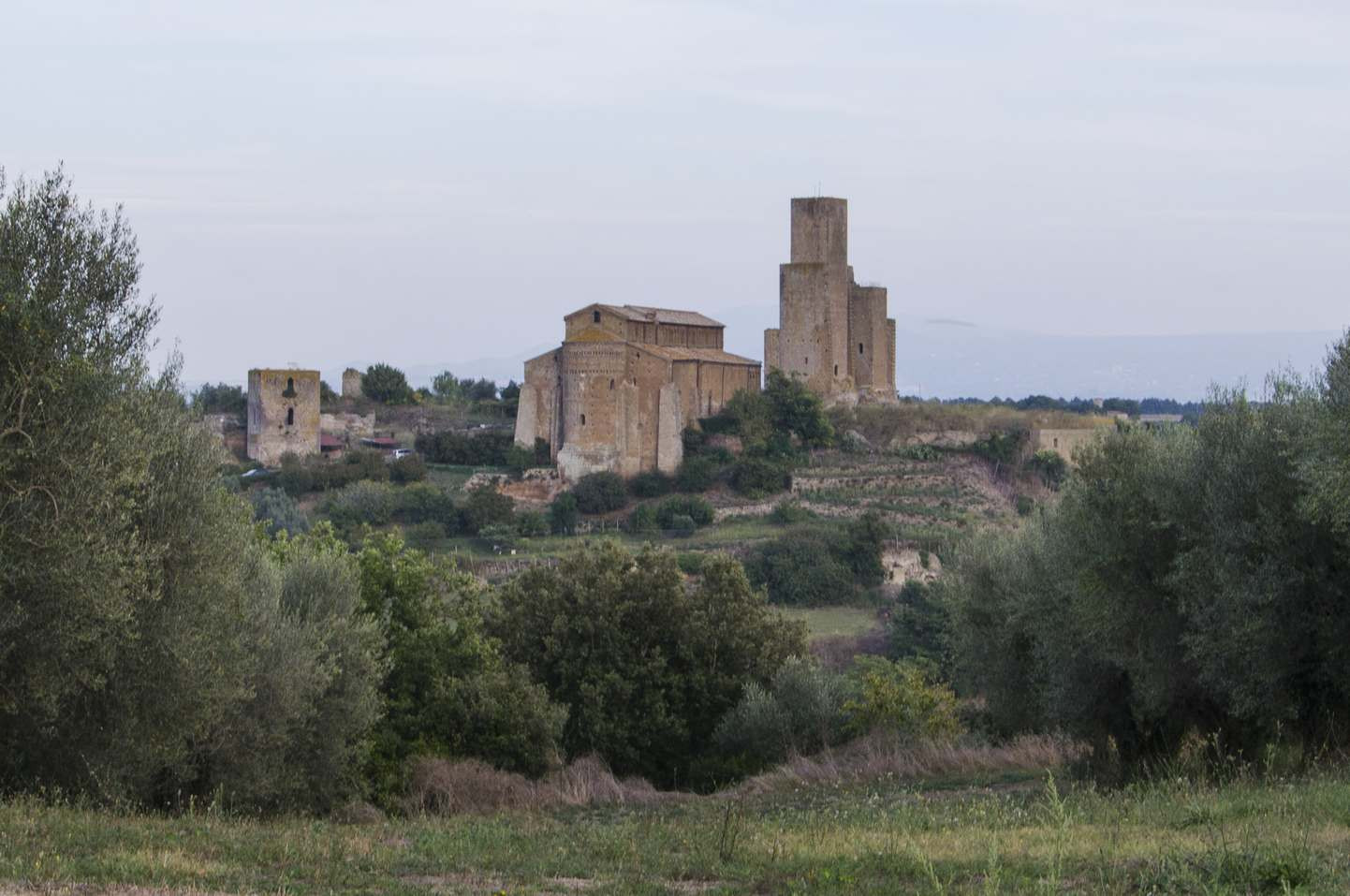
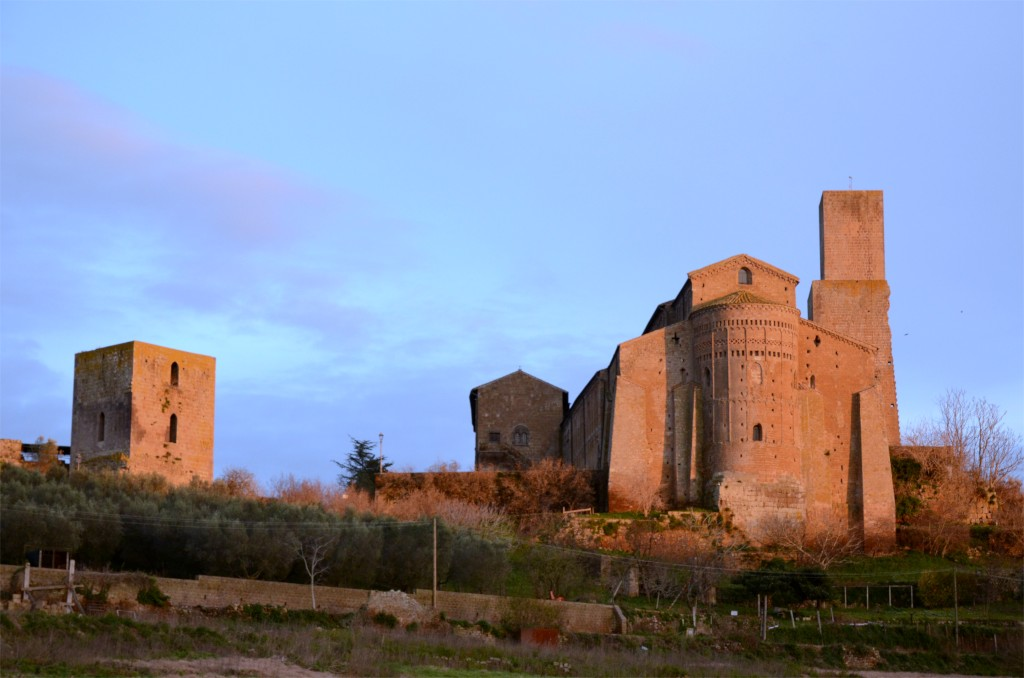
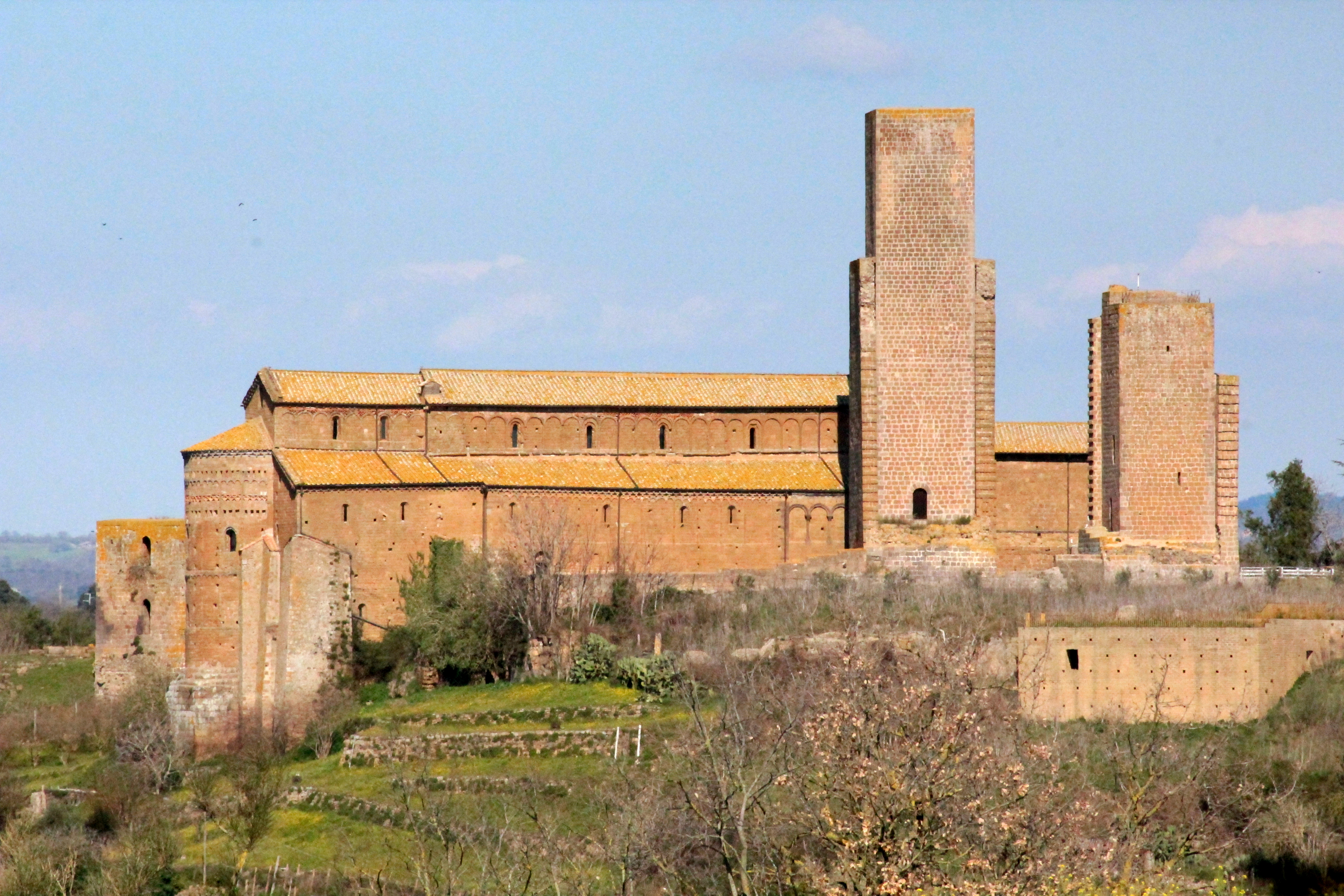
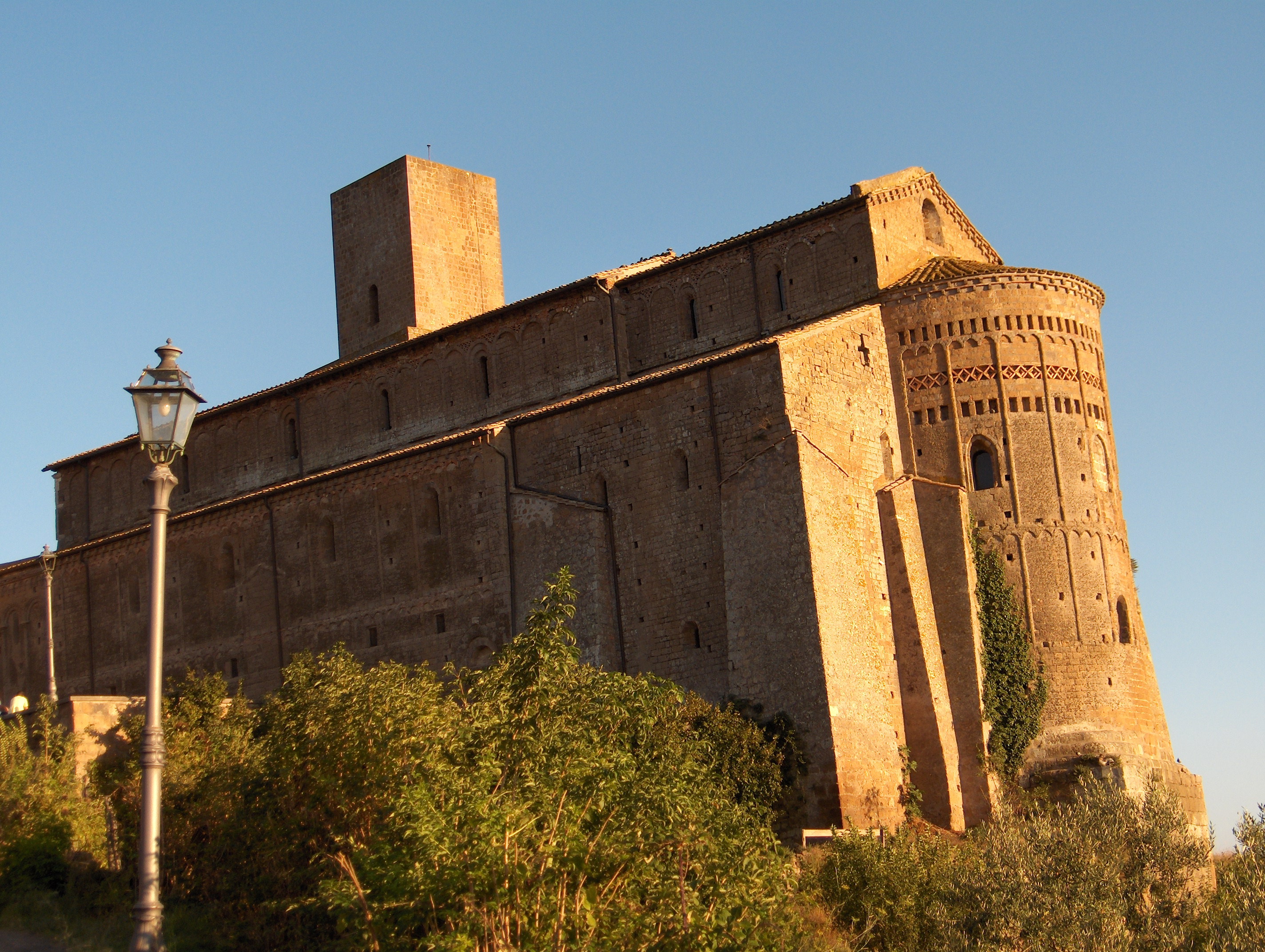
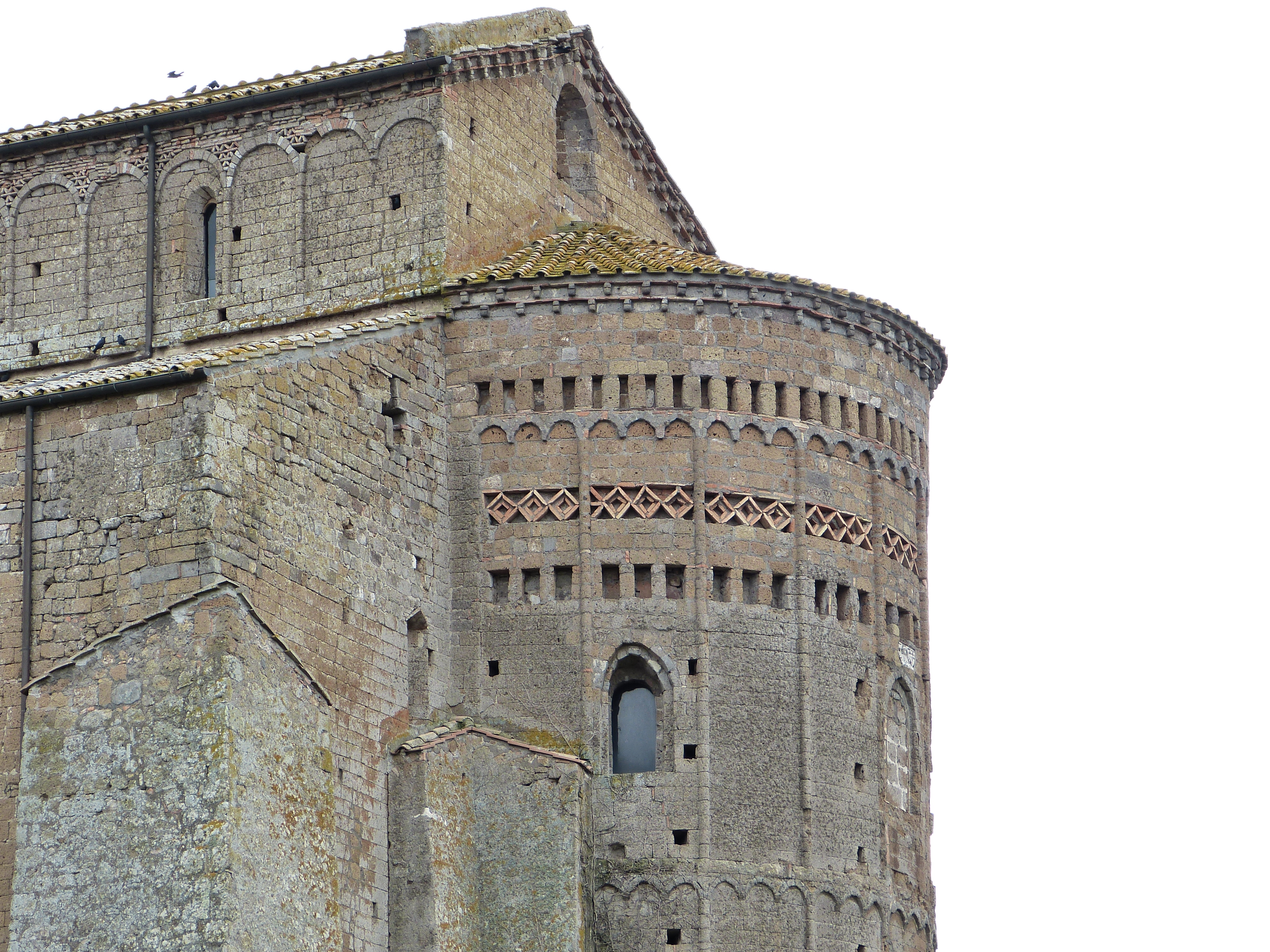
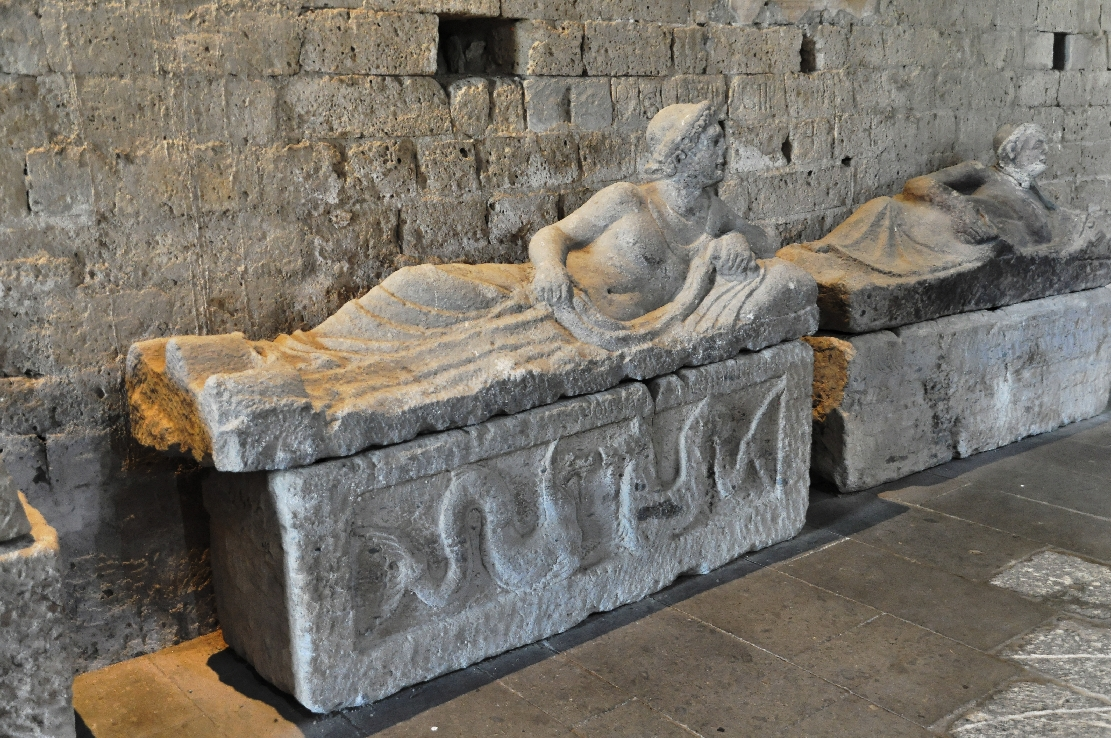